# Martina Klenk
Martina Klenk (* 1961) ist eine deutsche Hebamme und war von 2009 bis 2017 Präsidentin des Deutschen Hebammenverbandes (DHV).
Klenk legte 1994 ihr Hebammenexamen ab und war im Anschluss an der Frauenklinik der Justus-Liebig-Universität Gießen tätig. Nach einer Ausbildung zur Praxisanleiterin wurde sie im Jahr 2000 Kreißsaalleitung und schließlich Abteilungsleitung der Geburtshilfe. 
Nachdem sie seit 2005 Vollzeitfunktionärin des DHV ist, wurde sie im November 2009 in Nachfolge von Helga Albrecht zu dessen Präsidentin gewählt. In dieser Funktion reichte sie am 5. Mai 2010 eine Online-Petition beim Deutschen Bundestag ein, um auf die steigenden Haftpflichtprämien und die allgemeine schlechte Bezahlung von Hebammen aufmerksam zu machen. Aufgrund des Erfolges dieser Petition sprach Klenk am 28. Juni 2010 vor dem Petitionsausschuss des Bundestages.